# 토미 메이컴
토머스 "토미" 메이컴(Thomas "Tommy" Makem, 1932년 11월 4일 ~ 2007년 8월 1일)은 북아일랜드의 싱어송라이터이며 시인이다.북아일랜드 카운티 아마의 키디에서 태어났다. 북아일랜드 출신이지만, 종교는 로마 가톨릭을 믿는다.

## 삶과 활동
토미 메이컴의 어머니 세라 메이컴도 포크 가수로 활동했으며, 아버지 피터 메이컴은 바이올린을 연주했다. 토미 메이컴은 8살 때부터 15년간 성가대원이었다. 1955년에 어머니 세라 메이컴과 함께 미국인 고전 포크송 수집가 다이앤 해밀턴을 만났고, 다이앤 해밀턴이 수집한 아일랜드 고전 포크송들을 모은 <The Lark in the Morning> 앨범을 통해 음악계에 데뷔하였다. 토미 메이컴은 1955년 23세 때에 영화배우 일을 하려고 미국으로 건너왔다. 제분소에서 일을 하던 중 2톤짜리 인쇄 프레스에 손이 깔렸고, 이를 계기로 미국으로 건너오기 전부터 알고 지내던 리엄 클랜시와 그 형인 패디 클랜시, 톰 클랜시와 함께 1956년 더 클랜시 브라더스를 결성하여 데뷔하였다. 이후 1969년에 탈퇴할 때까지 13년간 패디, 톰, 리엄 클랜시 세 형제와 함께 그룹 멤버로 활동했다. 토미 메이컴은 기타가 아닌 밴조로 자가 반주를 했다. 1969년에 그룹을 탈퇴하고 솔로 가수로 활동하였으며, 1975년에는 한 해 전에 탈퇴한 리엄 클랜시와 함께 메이컴 앤드 클랜시라는 이름으로 2인조 그룹을 만들어 1988년까지 13년 동안 활동했다. 1984년에는 더 클랜시 브라더스의 리유니언 투어에 참가하여, 다른 1기 멤버들과 함께 공연하였다. 1988년 이후 2007년에 사망할 때까지는 계속 솔로 가수로 활동했다. 폐암 진단을 받은 이후로도 죽기 거의 직전까지 공연과 음반 작업을 했고, 2007년 8월 1일에 미국 뉴햄프셔주 도버에서 74세를 일기로 세상을 떠났다. 토미 메이컴의 아들 세 형제 셰인 메이컴, 코너 메이컴, 로리 메이컴은 1992년에 메이컴 브라더스라는 이름으로 1집 음반을 냈고, 역시 서로 형제인 리엄 스페인, 미키 스페인과 함께 메이컴 앤드 스페인 브라더스라는 5인조 그룹으로 지금까지 활동하고 있다.

## 작곡
토미 메이컴이 지은 곡 중 가장 유명한 곡은 아일랜드의 민족 감정을 자극하는 <포 그린 필즈(Four Green Fields)>이다. 1968년에 더 클랜시 브라더스와 함께 낸 앨범 <Home Boys Home>에 처음 수록되었고, 이후 나온 토미 메이컴의 솔로 앨범에 여러 차례 수록되었다. 다른 곡으로는 젠틀 애니(Gentle Annie), 램블스 어브 스프링(The Rambles of Spring), 더 윈즈 아 싱잉 프리덤(The Winds Are Singing Freedom), 타운 어브 발리베이(The Town of Ballybay), 윈즈 어브 더 모닝(Winds of the Morning), 메리 맥(Mary Mack), 페어웰 투 칼링포드(Farewell to Carlingford) 등이 있다. 아일랜드 고전 포크송인 레드 이즈 더 로즈(Red is the Rose)를 토미 메이컴이 지은 것으로 오해하는 경우가 많지만, 토미 메이컴은 이 곡을 부르기만 했고 실제로는 고전 포크송이다.

## 디스코그래피
- Songs of Tommy Makem (1961)
- Tommy Makem Sings Tommy Makem (1968)
- In the Dark Green Wood (1969)
- The Bard of Armagh (1970)
- Love Is Lord of All (1971)
- Listen...for the rafters are ringing (1972)
- Recorded Live - A Roomfull of Song (1973)
- In the Dark Green Woods (1974)
- Ever the Winds (1975)
- 4 Green Fields (1975)
- Lonesome Waters (1985)
- Rolling Home (1989)
- Songbag (1990)
- Live at the Irish Pavilion (1993)
- Christmas (1995)
- Ancient Pulsing Poetry With Music (1996)
- The Song Tradition (1998)